# David Lane
David Eden Lane (nascut el 2 de novembre de 1938 a Woden (Iowa) i mort el 28 de maig del 2007 a Terre Haute (Indiana) va ser un líder supremacista blanc i escriptor nord-americà. Va ser un dels membres fundadors del grup conegut com The Order (L'Ordre) i va morir d'un atac d'epilèpsia mentre complia una condemna de 190 anys en una presó federal a Terre Haute, Indiana.

## Primers anys
David Lane va néixer a Woden, Iowa, fill d'un granger itinerant. Va tenir un germà i dues germanes. El seu pare abusava de la seva esposa i fills i era alcohòlic i va abandonar la seva família el 1942. Després que el seu germà fos descobert recercant a les escombraries d'un veí a l'any següent, David i els seus germans van ser enviats a un orfenat. David va ser aviat adoptat per un pastor luterà, un "doctrinari, fonamentalista […] de la vella escola". Avorrit i cansat de treballar per a l'església, va renegar del cristianisme.
La nova família de David va viure en diversos llocs fins que finalment va assentar-se a Aurora, Colorado, on va assistir a l'Hinckley High School. Lane estava totalment decidit a esdevenir un jugador professional de golf, Lane va treballar com a agent immobiliari fins que va ser acomiadat perquè, "No venia cases a ciutadans afroamericans en barris blancs".
Abans d'unir-se al Ku Klux Klan David Lane va ser membre de la Societat John Birch, fins que el 1979 es va convertir en organitzador de la unitat de Denver dels Cavallers del Ku Klux Klan. A finals de 1981 va esdevenir l'organitzador a l'estat de Colorado del grup Nació Ària.
David es va trobar amb Robert Jay Matthews el juliol de 1983 en un congrés mundial de les Nacions Àries. El 22 de setembre, Lane i uns altres nou membres van jurar "die Bruder Schweigen", la base del grup del que seria conegut com L'Ordre, dedicada a "l'alliberament del nostre poble dels jueus i la victòria total de la raça ària". L'Ordre va ser acusada de robar més de 4 milions de dòlars en assalts armats, assassinar dues persones, fer detonar bombes, organitzar campaments d'entrenament militar i cometre altres nombrosos crims amb l'objectiu últim de destruir el govern dels Estats Units.
David Lane va encunyar les 14 paraules, que es van convertir en un eslògan popular: "Hem d'assegurar l'existència del nostre poble i un futur per als nens blancs". També va escriure els 88 preceptes, un resum de tesi de la Llei Natural. Les 14 paraules (en anglès: fourteen words) i els 88 preceptes es combinen en el símbol supremacista blanc de "14-88" o "14/88".

## Condemna i presó
Finalment David Lane va ser arrestat i condemnat a una condemna de 190 anys per diversos crims, entre ells robatori i assassinat. Va ser capturat en la nit del 30-31 de març de 1985 a Carolina del Nord.
També va ser absolt del crim de sedició per un incident en Fort Smith, Arkansas. El sistema judicial americà el considerava extremadament perillós i va complir condemna a diverses presons dels Estats Units.
Mentre era a la presó, David Lane va continuar sent un membre influent del moviment supremacista blanc. Va escriure diversos llibres sobre guematria i conspiracions i va publicar diversos articles en publicacions i pàgines virtuals del suprematisme blanc. Amb la seva esposa i Rom McVan va adreçar una editorial anomenada 14 paraules a Idaho per estendre els seus escrits.
La seva veu va aparèixer en Nazi Pop Twins, un documental emès el 19 de juliol del 2007 a Channel 4, Regne Unit. Apareixia parlant per telèfon amb el duet Prussian Blue.
Complint la seva condemna hauria estat alliberat el 29 de març de l'any 2035, amb 96 anys, però va morir d'un atac epilèptic el 28 de maig del 2007 en el Federal Correctional Complex de Terre Haute, Indiana.
El 30 de juny supremacistes blancs de tot el món van celebrar diversos homenatges en honor de David Lane.

## Creences
David Lane creia que la supremacia de la raça blanca era de vital importància. També creia que el cristianisme constituïa un problema per als blancs perquè era una idea dels jueus i antinatural. De manera similar, creia que les nacions blanques havien d'eliminar els qui fossin una amenaça per a la seva puresa racial. Considerava traïdors als blancs que recolzaven les "conspiracions sionistes" com a "traïdors a la seva raça. És conegut per les seves 14 paraules. Es tracta d'una expressió usada pels nacionalistes blancs i va ser creada per David Lane.
La frase en anglès és:
"We must secure the existence of our people and a future for white children. "
La seva traducció al català és:
"Hem d'assegurar l'existència del nostre poble i un futur per als nens blancs. "

## Wotanisme
David era un defensor del wotanisme, una visió neopagana nòrdica inspirada per un assaig de 1936 de Carl Jung titulat "Wotan" (Odin). Lane menyspreava els neopagans odinistes, perquè aquests consideraven que s'havia apropiat de la seva religió per defensar els seus objectius polítics i racials. Lane va explicar les seves motivacions:
"Prefereixo el nom de wotanisme sobre odinisme. Primer perquè W.O.T.A.N. constitueix un acrònim perfecte per a Will Of The Aryan Nation (la voluntat de la nació ària). En segon lloc perquè Odin només rep aquest nom a Escandinàvia i Wotan a la resta del continent europeu, de manera que és més apropiat per a la memòria dels nostres avantpassats. I finalment perquè és necessari escindir-se d'aquests infantils, mentiders i universalistes que van usurpar el nom d'Odin".
Lane va contribuir amb una introducció a un llibre de Rom McVan anomenat Creed of Iron: Wotansvolk Wisdom, els odinistes diuen que el llibre de McVan és un plagi de The Book of Blotar. Les editorials Wotansvolk i Fourteen words han desaparegut actualment i manquen d'adreça de contacte.
Segons les cartes que va escriure a presó als seus seguidors, Lane pretenia estendre el seu missatge mitjançant el wotanisme i no és clara la seva relació amb grups neopagans com el Temple de Wotan, que després de la mort de Lane s'ha distanciat de les seves idees racistes i neonazis.
L'any 2004, Lane va publicar una història curta titulada KD Rebel, un relat fictici d'una colònia de wotanistes que viu a les muntanyes i que segresta o "corromp" joves petites i dones de les zones urbanes dels voltants i les obliga a servir com a procreadores polígames. Lane era un ferm defensor de la poligàmia com a part del wotanisme.